# Die Reinheit des Herzens
Die Reinheit des Herzens ist ein 1979 entstandener deutscher Spielfilm von Robert van Ackeren mit Matthias Habich und Elisabeth Trissenaar als wohlgeordnetes, halbintellektuelles Mittelstandspaar in den Hauptrollen.

## Handlung
Lisa und Jean sind zwei „typische“ Vertreter der gemäßigten, arrivierten Linken in der Bundesrepublik Deutschland der sozialliberalen Ära (1969 bis 1982): Seit beider Studenten- und APO-Zeit Ende der 1960er Jahre definieren sie sich als weltoffen und liberal, aufgeklärt und tolerant. Sie sind gebildet, lieben klassische Musik wie auch moderne Chansons und arbeiten im schöngeistigen Sektor. Eine Reise ins sozialistische Kuba zu planen und zugleich traditionelle, urbayerische Dirndl auf der Alm zu tragen sind hier kein Widerspruch. Während Jean schriftstellert, ist seine Lebensgefährtin Lisa damit beschäftigt, seine Bücher und die anderer Autoren einem literarisch interessierten Bildungsbürgertum zu verkaufen. Auch beider Bekanntenumfeld ist ähnlich gestrickt wie sie und genießt es, sich der intellektuellen Oberschicht zuordnen zu können. Doch vieles von all diesen zur Schau gestellten Selbstinszenierungen ist pure Fassade, und der Film verhehlt nicht seine Freude, diese Fassade anhand eines entscheidenden Ereignisses sorgsam zu sezieren. Jean und Lisa sind letztlich nichts anderes als zwei einstige Alt-68er-Studiosi, die es sich in der bundesdeutschen Gesellschaft, die sie einst als „reaktionär“ verdammten und entsprechend vehement bekämpften, kommod eingerichtet und ihre Ideale zugunsten wohltemperierter Gutbürgerlichkeit vergessen oder gar verraten haben.
Jeans Definition von Toleranz geht so weit, dass er nicht nur vorgebliche Besitzansprüche auf seine Lebensgefährtin ausschließt, er treibt Lisa sogar regelrecht in die Arme von Karl, einem notorischen Nichtsnutz und Bücherdieb. Jean glaubt, auf diese Weise seinem angeblich so toleranten Verständnis von einer „offenen Beziehung“ zu entsprechen, zumal der bodenständigere Karl in Jeans Augen, aus einem intellektuellen Hochmut-Impuls heraus, keine wirkliche Gefahr für ihn darstellt. Karl lässt die ihm gebotene Chance, Lisa für sich allein zu haben und mit ihr zu schlafen, nicht ungenutzt. Umso irritierter ist Jean, dass seine Großzügigkeit mitnichten belohnt wird: Als er auch im Bett eine „ménage à trois“ anstrebt, wird er zurückgewiesen. Für Jean bricht eine Welt zusammen, und in einem Anfall von Selbstzerstörungswut verwüstet er die gemeinsame Wohnung und versucht – erfolglos – sich umzubringen. Lisa ist hin- und hergerissen und kann sich nicht zwischen den beiden grundverschiedenen Männern entscheiden. Schließlich tötet sie Karl in einem Akt der Verzweiflung und kehrt zu Jean zurück, doch da ist beider Beziehung längst zerstört …

## Produktionsnotizen
1979 gedreht, wurde Die Reinheit des Herzens am 15. Mai 1980 während der Internationalen Filmfestspiele in Cannes im Rahmen der Quinzaine uraufgeführt. Deutschlandpremiere war am 6. Juni 1980.
Lutz Hengst und Klaus Keil übernahmen die Herstellungsleitung, Susi Dölfes die Produktionsleitung. Jochen Krumpeter kümmerte sich um die Ausstattung, Ingeburg Wolf entwarf die Kostüme.

## Kritiken
Wolf Donner schreibt in Der Spiegel: „Schon der Titel ist reiner Hohn, verspricht heimelige, keusche Seligkeit und meint doch nur verkorkste Gefühle, kaputte Zweisamkeiten. In den aseptischen Kunstwelten Robert Van Ackerens signalisieren Begriffe wie »Herz« und »Reinheit« nichts als das sarkastische Vergnügen an aufgespießten, zappelnden Insekten.“ Der Film pendele, so der Spiegel weiter, „unentschieden zwischen Melodram und Gesellschaftssatire, Komödie und mokanter Analyse akuter Befindlichkeiten. Doch während die lässige, trügerische Eleganz der Kamera (Dietrich Lohmann) und das giftige Gequengel der Musik (Peer Raben) eine durchgehende Stimmungslage schaffen, bewältigen die Schauspieler nicht die ständigen Brechungen und emotionalen Kipplagen.“ Hauptdarstellerin Trissenaar schließlich, so Donner, bleibe „darin überzeugend, eine sinnliche, etwas schwärmerische Person, so fasziniert wie ratlos vor dem affigen Getue der zwei Männer. Matthias Habich dagegen strapaziert unglaubwürdig Stimme und Gesichtsmuskulatur, um seine desolate Verfassung zu charakterisieren.“
Im Lexikon des Internationalen Films heißt es: „Ein aggressiver und vielschichtiger, mit den Mitteln des Melodrams wie der schwarzen Komödie arbeitender Film, der die Deformierung menschlicher Gefühle in der modernen Gesellschaft anprangert.“
Karsten Witte widmete dem Film in der Die Zeit eine lange Besprechung. Dort heißt es. „Der Film, der, als Story nacherzählt, einem Melodram zum Verwechseln ähnlich sieht, nutzt dessen Schablonen, um die melodramatische Haltung der Figuren zu erzählen. Er schwelgt in Zeichen, die das Typische am Sozialcharakter des Kulturarbeiters umreißen.“ An spätere Stelle befand Witte: „Vor lauter Typisierung des Sozialcharakters verliert Van Ackeren den Charakter der Figuren aus den Augen. Ihm reicht das Einverständnis der augenfälligen Zeichen, mit denen er verschwenderisch die Innenräume wie die Außenräume ausstattet.“ Die Kameraarbeit von Dietrich Lohmann, so die Zeit, zersetze „den Eindruck von Nähe, von Wärme, wo immer er sich regen mag, durch irritierendes Fließen. Sie geht unter grellen Neonlichtern auf Distanz zur Einfühlung.“ Wittes Fazit: „Versteht man Manierismus nicht als Mängelrüge an klassischer Norm, sondern als facettierten Ausdruck einer bewußt zerfallenen Wahrnehmung, so ist "Die Reinheit des Herzens" … ein manierierter Film. Da wird mehr angespielt als ausgesprochen. Da wird die Ironie in Beschwichtigung aufgelöst.“

## Auszeichnungen
- 1981: Nominierung für den Max-Ophüls-Preis für Robert van Ackeren